# بنك الاستقلال للاستثمار والتنمية
بنك الاستقلال للاستثمار والتنمية هو بنك حكومي فلسطيني تأسس في 10 فبراير 2021 بناءًا على قرار أصدره الرئيس الفلسطيني محمود عباس. وأغلق في 29 سبتمبر 2024.
حدد قرار تأسيس البنك بأن يكون مقره الرئيسي والدائم في مدينة القدس، لكن يكون مقره المؤقت في مدينة رام الله، ويحق للبنك فتح فروع له بما يتوافق مع سياسات السلطة الوطنية الفلسطينية.

## أهداف البنك
تأسس البنك بهدف دفع عملية الاستثمار والتنمية نحو التقدم الاقتصادي والاجتماعي، وتوسيع القاعدة الإنتاجية للاقتصاد الوطني، وتحفيز الاستثمار في تمويل مشاريع الشركات الناشئة والشركات الصغيرة والمتوسطة، وتشجيع الشركات التقنية ومجالات الابتكار، وتوفير صناديق خاصة لخلق فرص عمل، وإعادة تشغيل العامل البشري، وتعزيز الشمول المالي للمواطنين، وإيجاد آليات فاعلة لإدارة حسابات المشاريع والصناديق الحكومية، وأي مشاريع أو صناديق أخرى يقرر مجلس الوزراء إنشائها، وتكليف البنك بإدارتها، بالإضافة إلى المساهمة في تحسين رقمنة وجباية الإيرادات الحكومية وحوكمتها.

## الهيكل الإداري والتنظيمي
يتبع بنك الاستقلال للاستثمار والتنمية سلطة النقد، ويخضع لأنظمة الرقابة المالية والإدارية في الدولة بما فيها سلطة النقد، وديوان الرقابة المالية والإدارية، ويلتزم بتنظيم أعماله وفقاً للأنظمة المالية والإدارية التي يقرها وينظمها مجلس وزراء السلطة الفلسطينية.
يتولى إدارة البنك والإشراف عليه مجلس إدارة يتكون من أحد عشر عضواً يتم تعيينهم جميعًا بقرار من مجلس الوزراء الفلسطيني بحيث يكون سبعة أعضاء منهم بما فيهم رئيس المجلس ممثلين عن القطاع العام، وأربعة ممثلين كأعضاء مستقلين لمدة ثلاث سنوات قابلة للتجديد لمرة واحدة فقط، ويشترط أن تتوافر في الأعضاء المستقلين الشروط الآتية لكي يتم تعيينهم: ‌
- أن يكونوا أشخاصاً من ذوي السمعة الحسنة والنزاهة والكفاءة والخبرة الواسعة في المجالات المالية والاقتصادية والقانونية والإدارية.
- ألا يشغلوا أي وظيفة حكومية بأجر أو بدون أجر.
- ألا يكون أياً منهم قد أشهر إفلاسه أو عجز عن سداد ديونه. ‌
- ألا يكون أياً منهم قد أدين من محكمة مختصة بحكم قطعي بجريمة مخلة بالشرف أو الأمانة أو الآداب العامة، حتى وإن رد إليه اعتباره.

في حالة تقديم أي من الأعضاء المستقلين استقالته أو إذا فقد عضويته في المجلس، يتم إعادة إشغال العضوية الشاغرة بالطريقة المنصوص عليها ذاتها، ويكمل عضو المجلس الجديد الفترة المتبقية لعضو المجلس المستقيل أو الذي فقد عضويته، ويفقد عضو مجلس الإدارة عضويته في المجلس في الحالات الآتية:
- إذا حكم عليه بحكم نهائي من محكمة مختصة بجناية أو بجنحة مخلة بالشرف أو الأمانة. ‌
- إذا قدم استقالته وقبل. ‌
- إذا أشهر إفلاسه أو عجز عن سداد ديونه. ‌
- إذا توفي الوفاة أو أحيل للتقاعد أو فقد الأهلية.
- إذا أساء استخدام صلاحياته وألحق ضرراً جسيماً بالبنك بقرار من مجلس الوزراء بناءً على تنسيب المجلس.
- إذا تغيب عن حضور ثلاث جلسات متتالية دون عذر مقبول.

كما ينتخب المجلس من بين أعضائه نائباً لرئيس المجلس من ذوي الاختصاص.
شغل رئيس الوزراء الفلسطيني محمد اشتية منصب رئيس مجلس إدارة البنك، واعتبارًا من 20 أكتوبر/تشرين أول 2022 أصبح وزير التنمية الاجتماعية الفلسطيني أحمد مجدلاني نائبا لرئيس مجلس إدارة البنك بعدما تم انتخابه خلال اجتماع مجلس الإدارة الثالث للبنك، كما يشغل مهدي حمدان منصب مدير عام البنك. ويضم مجلس إدارة البنك في الوقت الحالي كلّ من وزير العمل نصري أبو جيش، ووزير الزراعة رياض عطاري، ووزير الاقتصاد الوطني خالد العسيلي، ووزير التعليم العالي والبحث العلمي محمود أبو مويس، ورئيس اتحاد الغرف التجارية الصناعية الزراعية الفلسطينية عمر هاشم.
عُقد الاجتماع الأول لمجلس إدارة بنك الاستقلال للاستثمار والتنمية في مقر البنك بمدينة رام الله في بحضور ، وجرى خلاله بحث السياسات العامة وخطط عمل البنك في سبيل دفع وتوحيد عملية التنمية.

## الخدمات
قدم بنك الاستقلال للاستثمار والتنمية خدمات التمويل وإقراض الأموال لتحفيز إنشاء مشاريع القطاع الخاص وتوسيع المشاريع الناشئة والصغير في مختلف قطاعات الزراعة، والصناعة، والطاقة، والابتكار، والريادة. أعلن بنك الاستقلال للاستثمار والتنمية في مارس 2023 عن إطلاق أولى خدماته المصرفية الرقمية والتي تتيح للمتعاملين مع البنك تقديم طلباتهم للحصول على الخدمات البنكية المختلفة من خلال الموقع الإلكتروني للبنك.
وقع بنك الاستقلال للاستثمار والتنمية في 4 مايو 2023 اتفاقية تعاون مشترك مع بنك الاستثمار الفلسطيني.

## الحل والإلغاء
أصدر الرئيس محمود عباس قرارًا بقانون في 29 سبتمبر 2024 بإلغاء قرار تأسيس البنك، وكُلفت وزارة المالية بالتعاون مع سلطة النقد والجهات ذات العلاقة باتخاذ الإجراءات اللازمة لتصفية البنك.

## انظر ايضًا
- اقتصاد فلسطين
- بنك فلسطين